# Острова (Псковская область)
Острова — деревня в восточной части Порховского района Псковской области. Входит в состав сельского поселения «Полонская волость».
Расположена в 10 км к северо-востоку от города Порхов и в 6 км к северу от волостного центра Полоное.
Численность населения составляет 20 жителей (2000 год).